# Flugzeugbau Kiel
Die Flugzeugbau Kiel GmbH wurde im Rahmen des Schattenwerk-Programms im Oktober 1933 gegründet. Für die Aufnahme des Flugzeugbaus musste die neue Firma einen Einsitzer als Befähigungsnachweis konstruieren und bauen. Daraus ging die Fk 166 hervor. Das Werk nahm allerdings in der Folgezeit von Eigenentwicklungen Abstand und wurde Einzelteillieferant für die übrige Luftfahrtindustrie. Das Unternehmen war im Besitz der Sachsenberg-Werke und wurde später von den Howaldtswerken und Dornier übernommen.